# Dendrolagus scottae
Dendrolagus scottae är en pungdjursart som beskrevs av Tim Flannery och Seri 1990. Dendrolagus scottae ingår i släktet trädkänguruer och familjen kängurudjur. IUCN kategoriserar arten globalt som akut hotad. Inga underarter finns listade.
Pungdjuret förekommer i norra Nya Guinea och vistas där i bergstrakter som är 850 till 1 500 meter höga. Habitatet utgörs av tropisk regnskog.